# Konrad-Adenauer-Platz (Bonn)

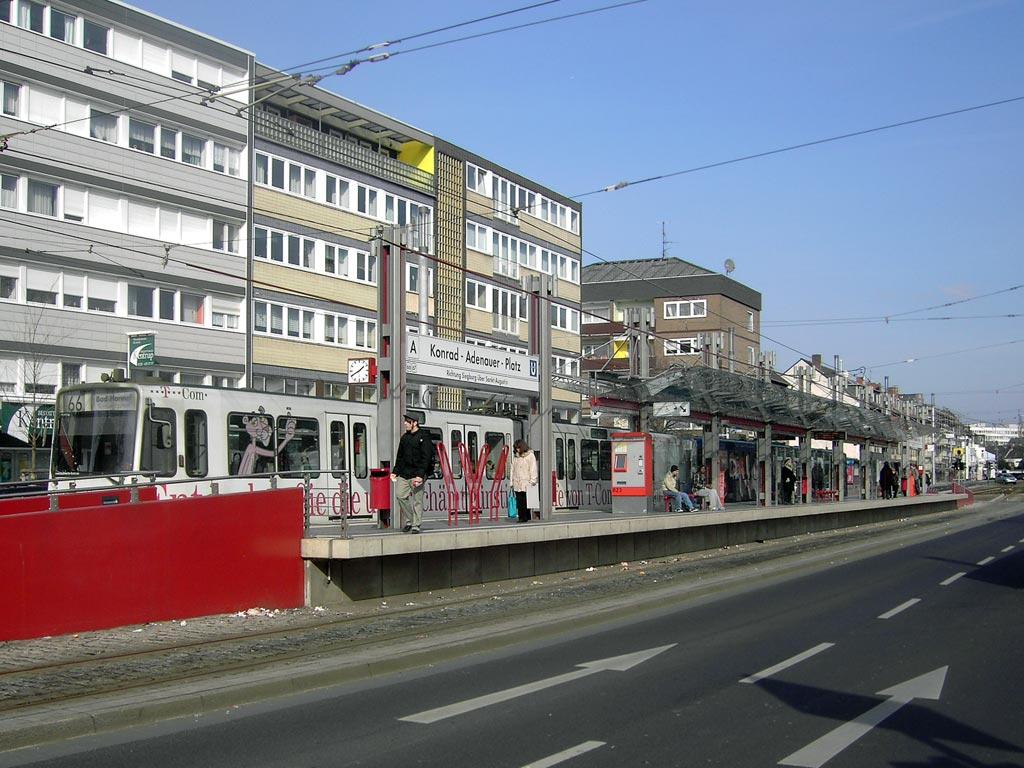
Die Stadtbahnhaltestelle Konrad-Adenauer-Platz in der St. Augustiner Straße

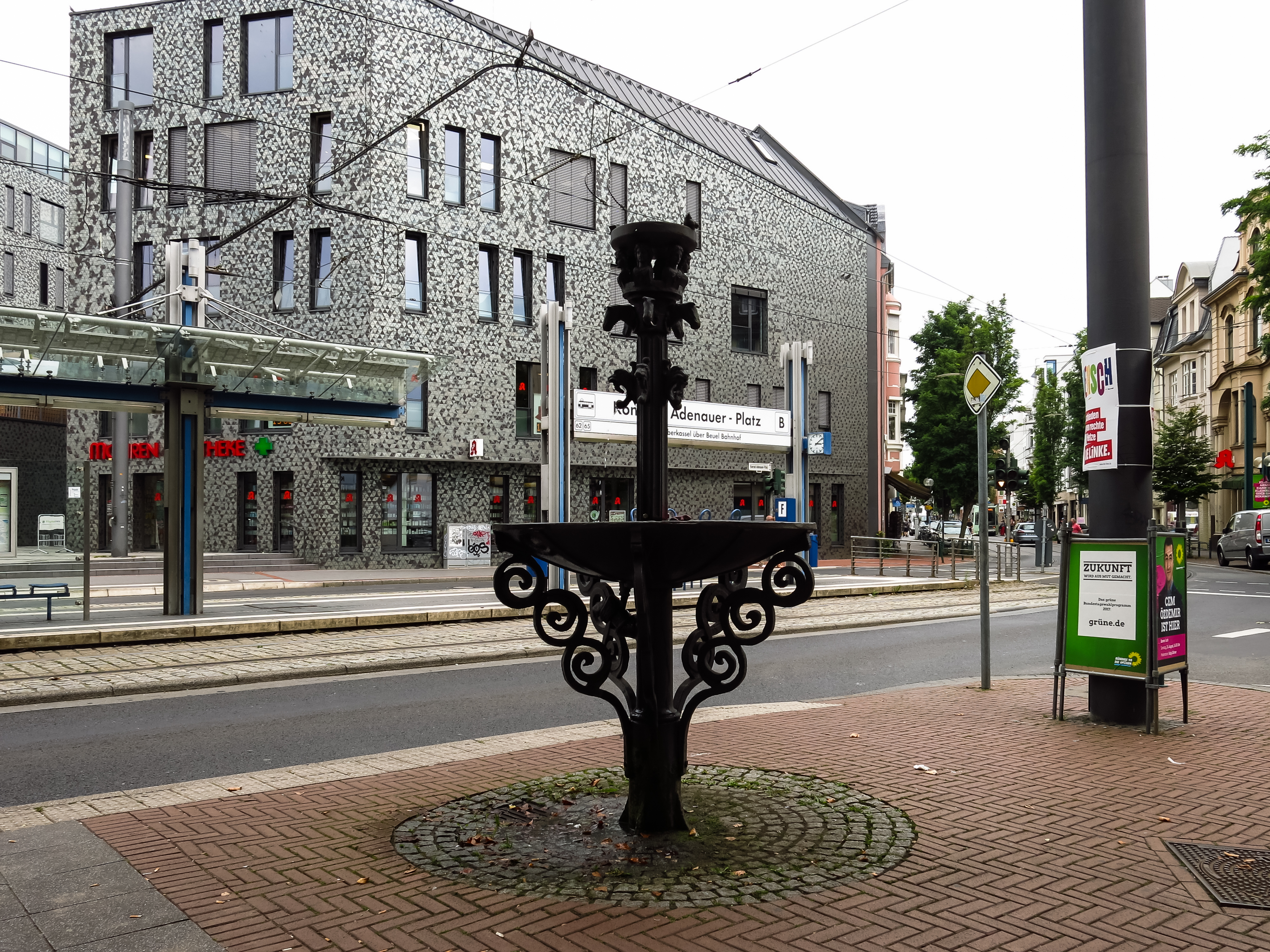
Nachbildung einer Pferdetränke von 1988 auf dem Konrad-Adenauer-Platz, im Hintergrund das neuerbaute Facharztzentrum (2017)

Der Konrad-Adenauer-Platz ist ein Platz im rechtsrheinischen Ortsteil Beuel-Mitte der Stadt Bonn. Er ist nach dem ehemaligen deutschen Bundeskanzler Konrad Adenauer benannt.

## Lage und Verkehr
Der Platz liegt in zentraler Lage in Rheinufernähe und wird von der Bundesstraße 56 (St. Augustiner Straße) und der Landesstraße 83 (Friedrich-Breuer-Straße) geschnitten. Hier beginnt die Auffahrt der B56 auf die Kennedybrücke. Auf den Platz zu laufen die Limpericher Straße, die Rheindorfer Straße und die Von-Sandt-Straße. An dem Platz liegen Bushaltestellen sowie eine Stadtbahnhaltestelle der Siegburger Bahn (Richtung Siegburg und Bonn-Mitte) und eine Straßenbahnhaltestelle der Siebengebirgsbahn (Richtung Oberkassel und Bonn-Mitte). Am Rande des Platzes liegt das Rathaus Beuel, das seit der Eingemeindung die Bezirksverwaltungsstelle beherbergt. In der Umgebung sind vor allem gastronomische Betriebe, kleine Geschäfte und eine größere Filiale der Sparkasse KölnBonn gelegen.

## Geschichte
Von 1907 bis 1934 verlief an Stelle des Platzes die Brückenstraße. Der Platz hieß zwischen 1934 und 1945 Adolf-Hitler-Platz, ab 1945 dann Beueler Platz und von 1956 bis 1967 Friedrich-Ebert-Platz; nach Adenauers Tod wurde er zu Ehren des ehemaligen Bundeskanzlers umbenannt. Die Nordwestecke des Platzes (Sankt Augustiner Straße) bildet ein Gebäudekomplex, der 1954–56 unkoordiniert als eingeschossige Ladenzeile begonnen und 1961 durch eine fünfgeschossige Aufstockung vollendet und miteinander verbunden wurde. Im Januar 2004 wurde die bis dahin gemeinsame Haltestelle von Stadt- und Straßenbahn, die im Vorlandbereich der Kennedybrücke vor der Verzweigung Richtung Siegburg und Oberkassel lag, aufgegeben und durch zwei neue Haltestellen in der Sankt Augustiner Straße und der Friedrich-Breuer-Straße ersetzt. Zur gleichen Zeit wurden auch die Straßenflächen des Platzes wie im gesamten Verlauf der Bundesstraße 56 im Beueler Zentrumsbereich umgebaut. Die Umbaumaßnahme kostete rund 1,8 Mio. Euro. Hierbei wurden auch Ampelanlagen und die umliegenden Stadtmöbel erneuert. Auftraggeber war die Stadt Bonn.
Immer wieder wurde versucht, die angrenzende Freifläche zwischen Rathaus und Rathausplatz zu bebauen, doch mehrere Investorenverfahren blieben ergebnislos. Im Zuge eines Architektenwettbewerbs im Jahr 2007 wurde auch eine Umgestaltung des von vielen als trostlos empfundenen Platzes angedacht. 2011 wurde ein Nutzungskonzept für die als Rathauseck bekannte Freifläche vorgelegt, der Siegerentwurf des Architektenwettbewerbs wurde schließlich umgesetzt. In dem neuen – zusammenfassend als „Facharztzentrum Beuel“ bezeichneten Gebäude – entstanden ein Supermarkt, eine Apotheke und ein Gesundheitszentrum. Die bestehende Freifläche wurde von zwei Gebäuden eingerahmt und zu einem Plateau angehoben, das sich zum Konrad-Adenauer-Platz öffnet. Nach vorbereitenden Erschließungsmaßnahmen ab Januar 2012 erfolgte der Baubeginn im Juli 2012, Ende 2015 sollte der Neubau nach mehrfachen Verzögerungen fertiggestellt sein.